# パリの悲劇
パリの悲劇（パリのひげき）は、1993年11月17日、フランス・パリのパルク・デ・プランスで行われたFIFAワールドカップアメリカ大会のヨーロッパ地区予選最終戦、フランス代表とブルガリア代表の試合で、ブルガリアが試合終了間際の決勝ゴールにより出場権を獲得し、ホームのフランスが予選敗退した事を指す日本での通称である。スタジアムの名前から「パルク・デ・プランスの悲劇」とも呼ばれる。なお、地元フランスではこの試合を特に「悲劇」とまでは呼んでおらず、本項に対応するようなサッカー用語としての仏語は存在しない。

## ヨーロッパ地区予選グループ6の経過
ジェラール・ウリエ率いるフランス代表チームは、当時の有名スターをずらりと揃えた強力チームとしてかなり前評判は高く、予選グループ突破の最有力候補に挙げられていた。特にプレイヤーとして絶頂期にあったジャン＝ピエール・パパン、エリック・カントナの2トップは当時世界最強と評された。中盤を厚くしたオフェンシブなフォーメーションで、典型的な「3-5-2」システムだった。
今回のヨーロッパ地区予選でフランスはスウェーデン、ブルガリア、オーストリア、フィンランド、イスラエルが同居するグループ6に組み入れられる。この6ヶ国がホーム&アウェーによる総当たり戦で10試合を行ない、その中の上位2ヶ国がワールドカップの出場権を得ることになっていた。
フランス代表は、いきなり初戦のブルガリア戦（アウェー）を落とし、波乱含みのスタートとなったが、その後はすぐに持ち直して第7戦のスウェーデン戦（アウェー）に引き分けた以外は全勝して、第8戦までを終える。この時点でフランスは6勝1敗1分の勝点13と、予選グループの首位を走っており、「残り2試合のどちらかに勝利（勝点2）か、ブルガリアが2連勝しなければ本大会出場が決まる」という圧倒的なアドバンテージを有していた。残すはどちらもホームゲームで相手はイスラエルとブルガリア。イスラエルにはアウェーで大勝しており、ホームでも大勝して余裕で出場を決めるかに見えた。
ところが、雨天のパルク・デ・プランスで行なわれた1993年10月13日のイスラエル戦は、前半21分に先制を許す。その後32分にソゼー、43分にジノラのゴールで2-1と一度は逆転に成功するも、後半38分に再び追いつかれた上、ロスタイムに決勝ゴールを決められ2-3の再逆転負け。グループ最下位のイスラエルに地区予選唯一の勝ち星をプレゼントするという結果となった。同日にはブルガリアがホームでオーストリアに勝利し、勝点を12に伸ばした。
11月10日にスウェーデンが引き分けて勝点を15に伸ばし、他チームの結果に関わらず本大会出場を決めた。グループ6を通過するもう1カ国は、11月17日にパリで行われる最終戦、フランスとブルガリアの直接対決で決まることになった。フランスはブルガリアにアウェーでは不覚を取ったものの、ホームである上に「引き分けでも本大会出場」というアドバンテージは依然として生きていた。一方のブルガリアが出場を決めるためには、最終戦に勝つしか道は残されていなかった。
フランス代表・ヨーロッパ地区予選（グループ6）戦績（第1戦-第9戦）
| 1992年9月9日 |

| フランス | 0 - 2 | ブルガリア                             |
|          |       | ストイチコフ 21分 (PK) · バラコフ 29分 |

| ヴァシル・レフスキ国立競技場（ソフィア） 観客数: 41,000人 主審: シャンドール・プール |

| 1992年10月14日 |

| フランス                   | 2 - 0 | オーストリア |
| パパン 3分 · カントナ 77分 |       |              |

| パルク・デ・プランス（パリ） 観客数: 39,186人 主審: ヴァディム・ズク |

| 1992年11月14日 |

| フランス                    | 2 - 1 | フィンランド      |
| パパン 18分 · カントナ 31分 |       | ヤルヴィネン 54分 |

| パルク・デ・プランス（パリ） 観客数: 28,630人 主審: ヨゼフ・マルコ |

| 1993年2月17日 |

| フランス                                        | 4 - 0 | イスラエル |
| カントナ 28分 · ブラン 62分, 84分 · ロシュ 89分 |       |            |

| ラマト・ガン・スタジアム（テルアビブ） 観客数: 26,000人 主審: リシャルド・ウォジク |

| 1993年3月27日 |

| フランス    | 1 - 0 | オーストリア |
| パパン 58分 |       |              |

| エルンスト・ハッペル・シュターディオン（ウィーン） 観客数: 37,837人 主審: ハネス・ブランケンシュタイン |

| 1993年4月28日 |

| フランス                 | 2 - 1 | スウェーデン  |
| カントナ 42分 (PK), 81分 |       | ダーリン 14分 |

| パルク・デ・プランス（パリ） 観客数: 34,134人 主審: ピエルルイジ・パイレット |

| 1993年8月22日 |

| フランス    | 1 - 1 | スウェーデン  |
| ソゼー 77分 |       | ダーリン 89分 |

| ロースンダ・スタディオン（ソルナ） 観客数: 30,530人 主審: アロン・シュミドゥベル |

| 1993年9月8日 |

| フランス                       | 2 - 0 | フィンランド |
| ブラン 47分 · パパン 55分 (PK) |       |              |

| ラティナ（タンペレ） 観客数: 8,000人 主審: スティーブン・ロッジ |

| 1993年10月13日 |

| フランス                  | 2 - 3 | イスラエル                                          |
| ソゼー 32分 · ジノラ 43分 |       | ハラージ 21分 · バーコヴィック 83分 · アタール 90分 |

| パルク・デ・プランス（パリ） 観客数: 30,000人 主審: アラン・スノッディ |

 ヨーロッパ地区予選（グループ6）順位表（11月10日時点）
（フランスとブルガリア以外はリーグ日程終了）
| チーム       | 勝点 | 試合 | 勝利 | 引分 | 敗戦 | 得点 | 失点 | 点差 |
| ------------ | ---- | ---- | ---- | ---- | ---- | ---- | ---- | ---- |
| スウェーデン | 15   | 10   | 6    | 3    | 1    | 19   | 8    | +11  |
| フランス     | 13   | 9    | 6    | 1    | 2    | 16   | 8    | +8   |
| ブルガリア   | 12   | 9    | 5    | 2    | 2    | 17   | 9    | +8   |
| オーストリア | 8    | 10   | 3    | 2    | 5    | 15   | 16   | -1   |
| フィンランド | 5    | 10   | 2    | 1    | 7    | 9    | 18   | -9   |
| イスラエル   | 5    | 10   | 1    | 3    | 6    | 10   | 27   | -17  |

（当時の勝点は勝利2、引き分け1）

## 試合経過
1993年11月17日、パルク・デ・プランスへ詰めかけた4万人を超えるフランスサポーターの大声援の中、キックオフ。前半32分にクロスボールをパパンがヘディングで落とし、カントナが豪快に蹴り込んでフランスが先制する。しかしブルガリアもすぐさま反撃し、直後の37分にエミル・コスタディノフのヘディングシュートで同点に追いつき振り出しに戻す。
後半も同点のまま時間が経過し、引き分けでフランスが何とか本大会の出場権を得るかに見えた。観客は予選突破を確信し歌い、時間稼ぎの時間に入っていた。
後半44分、ジノラが敵陣右コーナー付近で倒され、フリーキックを得る。ヴァンサン・ゲランがこれをチョコンと蹴り、パスを受けたジノラは当然ボールキープによる時間稼ぎに入るかと思われた。しかし、ジノラはそれをせず、いきなりゴール前へセンタリングを上げる。しかしそのボールは、一人ゴール前に残っていたカントナの頭上を遥かに越えていき、逆サイドにいたブルガリアのエミル・クレメンリエフへと渡った。
その後、ブルガリアがパスを繋いでカウンターに入り、リュボスラフ・ペネフのポストプレーから前線のコスタディノフへ、浮き球のスルーパスが通る。コスタディノフがゴール右のあまり角度がない位置で思い切りよく右足を振り抜くと、強烈なシュートがGKベルナール・ラマの頭上を抜き、バーに当たってからゴールに飛び込んだ（89分59秒）。
フランス人が「悪魔のような」と形容したシュートにより、一瞬にしてスタジアムは静まり返り凍りついた。このゴールでフランスは1-2で逆転負けし、土壇場でブルガリアに出場権を奪われるという幕切れとなった。
 フランス代表・ヨーロッパ地区予選（Group6）戦績（最終戦）
| 1993年11月17日 |

| フランス      | 1 - 2 | ブルガリア                |
| カントナ 32分 |       | コスタディノフ 37分, 90分 |

| パルク・デ・プランス（パリ） 観客数: 48,402人 主審: レスリー・モットラム |

 ヨーロッパ地区予選（グループ6）最終順位表 
| チーム       | 勝点 | 試合 | 勝利 | 引分 | 敗戦 | 得点 | 失点 | 点差 |
| ------------ | ---- | ---- | ---- | ---- | ---- | ---- | ---- | ---- |
| スウェーデン | 15   | 10   | 6    | 3    | 1    | 19   | 8    | +11  |
| ブルガリア   | 14   | 10   | 6    | 2    | 2    | 19   | 10   | +9   |
| フランス     | 13   | 10   | 6    | 1    | 3    | 17   | 10   | +7   |
| オーストリア | 8    | 10   | 3    | 2    | 5    | 15   | 16   | -1   |
| フィンランド | 5    | 10   | 2    | 1    | 7    | 9    | 18   | -9   |
| イスラエル   | 5    | 10   | 1    | 3    | 6    | 10   | 27   | -17  |

## その後
- 後半44分の敵陣サイド際のフリーキックで、時間稼ぎをせずに安易なセンタリングを放り込むという致命的なミスを犯したFWのダヴィド・ジノラは、家族をも巻き込む凄まじい非難と中傷を受けた。さらには、ジェラール・ウリエ監督もジノラを痛烈に批判し、彼は失意の末に批判から逃れるようにFAプレミアリーグへ渡った。ジノラは後を引き継いだエメ・ジャケ監督の構想からも外れ、1995年を最後に現役を退くまで代表に招集されることはなかった。

- FIFAワールドカップヨーロッパ地区予選を2大会連続で敗退し本大会出場を逃がすという結果を突きつけられたことで、フランス代表の選手選考・起用を抜本的に見直す大きな転機になると共に、1998年のワールドカップ自国開催に向けて復活を期す代表チームにとってモチベーションを高める格好のバネとなった。「パリの悲劇」を経験したディディエ・デシャン、ローラン・ブラン、マルセル・デサイー、エマニュエル・プティ、ビセンテ・リザラズ、ユーリ・ジョルカエフ、クリスティアン・カランブーら当時の代表若手・中堅選手はその後、ベテランに成長して1998年の代表チームをまとめ上げ、優勝へ貢献した。

- フランスをしのいでグループ6を通過したスウェーデンとブルガリアは、アメリカ本大会でも準決勝まで進出した（スウェーデンはブラジル、ブルガリアはイタリアに敗れて決勝進出ならず）。3位決定戦では両国が対戦し、4-0で勝利したスウェーデンが3位、ブルガリアが4位となった。フランス代表もメディアによる下馬評はかなり高かったが、ブルガリアはフリスト・ストイチコフ、クラシミール・バラコフ、コスタディノフらを、スウェーデンもトマス・ブロリン、マルティン・ダーリン、ケネト・アンデションらを中心として両国共に代表史上一二を争う高い実力を擁しており、ストイチコフは大会得点王に輝いた。

- 「パリの悲劇」から2年7ヶ月後の1996年6月18日、UEFA ユーロ96の本大会グループBでフランスは再びブルガリアと相見え、共に1勝1分けの勝点4、グループリーグ突破を賭けた最終戦での顔合わせとなった。デサイーとストイチコフのマッチアップなど激しい試合展開となったが、21分にブランが、63分にはオウンゴールで得点したフランスが優位に試合を進めていく。69分にストイチコフに直接FKを決められたが、終了間際にもパトリス・ロコがダメ押しゴールを奪いフランスが3 - 1で勝利した。フランスはこの勝利で勝点7としてグループリーグを首位通過し、ブルガリアはこの敗戦で同時進行していたルーマニア戦に勝利したスペインが勝点5とした為、グループリーグ敗退が決まった。フランスはベスト4に進出して復活をアピールし、この後の黄金時代へと突き進んで行くことになる[3]。

## フランス代表・ヨーロッパ地区予選登録メンバー
選手名と所属クラブ（当時）は以下の通り。
　※太字の選手は最終戦スターティング・メンバー
| GK                           |                              |
| ベルナール・ラマ             | パリ・サンジェルマンFC       |
| ブルーノ・マルティニ         | AJオセール                   |
| DF                           |                              |
| アラン・ロシュ               | パリ・サンジェルマンFC       |
| バジール・ボリ               | オリンピック・マルセイユ     |
| ローラン・ブラン             | ASサンテティエンヌ           |
| マルセル・デサイー           | ACミラン                     |
| ビセンテ・リザラズ           | FCジロンダン・ボルドー       |
| ジョスリン・アングロマ       | オリンピック・マルセイユ     |
| ベルナール・カソーニ         | オリンピック・マルセイユ     |
| MF                           |                              |
| フランク・ソゼー             | アタランタBC                 |
| ポール・ル・グエン           | パリ・サンジェルマンFC       |
| ディディエ・デシャン         | オリンピック・マルセイユ     |
| エマニュエル・プティ         | ASモナコ                     |
| レイナール・ペドロス         | FCナント                     |
| クリスティアン・カランブー   | FCナント                     |
| ジャン＝フィリップ・デュラン | オリンピック・マルセイユ     |
| ヴァンサン・ゲラン           | パリ・サンジェルマンFC       |
| FW                           |                              |
| ジャン＝ピエール・パパン     | ACミラン                     |
| エリック・カントナ           | マンチェスター・ユナイテッド |
| ダヴィド・ジノラ             | パリ・サンジェルマンFC       |
| グザヴィエ・グラヴレーヌ     | SMカーン                     |
| パスカル・ヴァイルア         | AJオセール                   |
| パトリス・ロコ               | FCナント                     |
| ユーリ・ジョルカエフ         | ASモナコ                     |
| 監督                         |                              |
| ジェラール・ウリエ           |                              |